# ابوالفضل زمانی
ابوالفضل زمانی (زادهٔ ۱۰ اسفند ۱۳۸۴) بازیکن فوتبال اهل ایران است که در پست هافبک برای باشگاه استقلال تهران در لیگ برتر خلیج فارس بازی می‌کند. 

## زندگی شخصی
ابوالفضل زمانی اصالتاً  کرد است و اهل روستای احمدآباد سفلی در شهر تکاب است.

## دوران باشگاهی

### سال های اولیه
وی فوتبال خود را از یک محله در نسیم شهر به اسم حصارک، در انتهای اسلامشهر شروع کرد. و پس از آکادمی سایپا به آکادمی پیکان راه یافت

### پیکان
ابوالفضل زمانی که از تیم‌های پایه پیکان به تیم اصلی پیکان راه یافت توانست در اولین بازی خود با هدایت رضا عنایتی با پیراهن این تیم در مقابل مس رفسجان به عنوان یار تعویضی به زمین مسابقه بیاید و جزو جوانترین بازیکن‌های لیگ قرار بگیرد.

#### اولین گلزنی در لیگ برتر
وی در حالی که دومین بازی خود برای پیکان پشت سر می‌گذاشت و به عنوان یار تعویضی وارد زمین شده بود توانست با گلزنی در مقابل هوادار تیمش را از باخت نجات دهد.
ابوالفضل زمانی همچنین توانست در سومین بازی خود برای پیکان در جام حذفی در مقابل مس رفسجان گلزنی کند و باعث کشیده شدن بازی به وقت‌های اضافه و ضربات پنالتی شود که پیکان این بازی را در ضربات پنالتی واگذار کرد.

### استقلال
ابوالفضل زمانی که از کودکی هوادار باشگاه استقلال بود در ۲۹ شهریور ۱۴۰۳ با عقد قراردادی سه ساله به باشگاه استقلال تهران پیوست.

#### فصل ۱۴۰۳–۱۴۰۴
وی اولین بازی خود را برای این تیم، تحت هدایت پیتسو موسیمانه، در مقابل خیبر خرم‌آباد انجام داد و همچنین در دومین بازی خود با پیراهن استقلال توانست در سن ۱۸ سالگی مقابل الهلال عربستان در لیگ نخبگان آسیا ۲۵–۲۰۲۴ فیکس بازی کند و عملکرد قابل قبولی از خود بجا بگذارد.
ابوالفضل زمانی در سومین بازی خود با پیراهن استقلال موفق شد اولین گل خود را مقابل مس رفسنجان به‌ثمر برساند و همچنین به سبک وریا غفوری خوشحالی گل انجام داد. وی با به ثمر رساندن این گل پس از الهیار صیادمنش به دومین گلزن جوان تاریخ باشگاه استقلال تبدیل شد.

## آمار باشگاهی
| عملکرد باشگاهی | عملکرد باشگاهی | عملکرد باشگاهی | لیگ      | لیگ      | جام      | جام      | قاره‌ای | قاره‌ای | سایر     | سایر     | مجموع | مجموع |
| باشگاه         | لیگ            | فصل            | بازی     | گل       | بازی     | گل       | بازی   | گل     | بازی     | گل       | بازی  | گل    |
| —              | —              | —              | لیگ برتر | لیگ برتر | جام حذفی | جام حذفی | آسیا   | آسیا   | سوپر جام | سوپر جام | مجموع | مجموع |
| -------------- | -------------- | -------------- | -------- | -------- | -------- | -------- | ------ | ------ | -------- | -------- | ----- | ----- |
| پیکان          | لیگ برتر       | ۲۰۲۳–۲۰۲۴      | ۶        | ۱        | ۱        | ۱        | –      | –      | –        | –        | ۷     | ۲     |
| مجموع سایپا    | مجموع سایپا    | مجموع سایپا    | ۶        | ۱        | ۱        | ۱        | –      | –      | –        | –        | ۷     | ۲     |
| استقلال        | لیگ برتر       | ۲۰۲۴–۲۰۲۵      | ۱۰       | ۱        | ۳        | ۰        | ۳      | ۰      | –        | –        | ۱۶    | ۱     |
| مجموع استقلال  | مجموع استقلال  | مجموع استقلال  | ۱۰       | ۱        | ۳        | ۰        | ۳      | ۰      | –        | –        | ۱۶    | ۱     |
| مجموع آمار     | مجموع آمار     | مجموع آمار     | ۱۶       | ۲        | ۴        | ۱        | ۳      | ۰      | –        | –        | ۲۳    | ۳     |

## افتخارات

### استقلال
- جام حذفی
  - قهرمان (۱): ۰۴–۱۴۰۳